# Russelia conzattii
Russelia conzattii är en grobladsväxtart som beskrevs av Carlson. Russelia conzattii ingår i släktet Russelia och familjen grobladsväxter. Inga underarter finns listade i Catalogue of Life.